# Memuro
Memuro (芽室町?) è una cittadina giapponese della prefettura di Hokkaidō.